# Cratere Lisdoonvarna
Lisdoonvarna è un cratere sulla superficie di Gaspra.